# Podascon chevreuxi
Podascon chevreuxi är en kräftdjursart som beskrevs av Giard och Bonnier 1895. Podascon chevreuxi ingår i släktet Podascon och familjen Podasconidae. Inga underarter finns listade i Catalogue of Life.